# Culex banksensis
Culex banksensis är en tvåvingeart som beskrevs av Mario Maffi och Joaquin A. Tenorio 1977. Culex banksensis ingår i släktet Culex och familjen stickmyggor.
Artens utbredningsområde är Vanuatu. Inga underarter finns listade i Catalogue of Life.